# Daebang-dong
Daebang-dong (koreanska: 대방동)  är en stadsdel i stadsdistriktet Dongjak-gu i Sydkoreas huvudstad Seoul.